# 中國婦女生活史
《中國婦女生活史》是陳東原於1928年所著的一本歷史著作，後1937年由商務印書館出版，該書被認為是關於中國婦女史第一部系統性的論著，對於後來的中國婦女史研究產生很大的影響。

## 內容及觀點
內容論述從中國上古至民國婦女生活，以朝代分章，各章中又以主題分節，例如婚姻、禮教、婦女教育、婦德、妓女、貞節觀、纏足、近代的女權運動等來分節。
在觀點上該書由於受到民初新文化運動的反傳統思想的影響，對於傳統中國在文化上、制度上和實際生活中對於婦女的種種不公、壓制作出甚多的描寫及批判，一直到近代婦女生活的章節，才看到婦女生活開始有所改善。書中緒論即指出「我們有史以來的女性，只是被摧殘的女性，我們婦女生活的歷史，只是一部被摧殘的女性的歷史」
陳東原並進一步述說該書寫作的目的：「只想指出來男尊女卑的觀念是怎樣的施演，女性之摧殘是怎樣的增甚，還壓在現在女性之脊背上的是怎樣的歷史遇蛻」，可以看出作者寫作時，那種希望藉著揭露壓迫而促進婦女解放的期望。

## 史學上的地位
在傳統中國，對女性歷史的描寫甚為缺少，主要為各朝各代的列女傳以及其他零星的女性傳記，一直要到1912年由徐天嘯撰寫《神州女子新史》才出現第一部中國婦女史的專書，但該書仍主要是傳記形式，對於史上重要女性作描述，並以西方傑出女性作對比，來激厲中國的女性，因此該書在史學界並不被重視。
陳東原一書，則資料更為豐富，且論述範圍更廣，主題豐富，且能及於更多數的一般女性，因此被認為是中國婦女史的開山著作，至今仍是研究中國婦女史的入手著作，而這種中國婦女在傳統受壓迫，在近代開始被解放的史觀，也在數十年來在兩岸以及海外的中國婦女史著作中持續作為主流。這種批判傳統的方式也為不少女性主義者所採用。
但隨著中國婦女史研究1980年代以後在兩岸及美國等地的快速發展，這種視傳統婦女為受害者的觀點開始受到質疑和修正，其中最有代表性的批判，是婦女史學家高彥頤（Dorothy Ko）於1993年所著的著名論著《閨塾師:明末清初江南的才女文化》的緒論，她對這種以陳東原為首的「五四式」的中國婦女史研究取向加以批判，認為這種史觀過於強調傳統與現代的對立性以及傳統中國女性的受害形象，而忽略了一些古代女性在生活中可能扮演的主動角色，以及當時女性本身對所處位置的感受。